# Siegfried Aufhäuser

Siegfried Aufhäuser (1928)

Siegfried Aufhäuser (* 1. Mai 1884 in Augsburg; † 6. Dezember 1969 in Berlin) war ein deutscher Gewerkschaftsführer und Sozialdemokrat.

## Leben
Siegfried Aufhäuser war der drittälteste Sohn des jüdischen Spirituosenfabrikanten und Hopfenhändlers Hermann Aufhäuser (1847–1931). Er absolvierte nach dem Besuch der Realschule und der höheren Handelsschule eine kaufmännische Lehre. Anschließend war er bis 1912 in Handels- und Industriebetrieben tätig. 1908 war er Mitbegründer der linksliberalen Demokratischen Vereinigung (DV) und deren Vorstandsmitglied. Bereits in der Lehrzeit organisierte sich Aufhäuser, der 1912 zur SPD übertrat, gewerkschaftlich und wurde so im Januar 1913 Sekretär des „Bundes der technisch-industriellen Beamten“ sowie nach dessen Fusion mit dem „Deutschen Techniker-Verband“ zum „Bund der technischen Angestellten und Beamten“ in die Geschäftsführung berufen.
Aufhäuser arbeitete am Zusammenschluss der diversen sozialdemokratisch orientierten Angestelltenverbände seiner Zeit und gründete 1915 die „Arbeitsgemeinschaft freier Angestelltenverbände“. 1917 wurde er geschäftsführender Vorsitzender, 1921 auch hauptamtlicher Leiter der Nachfolgeorganisation Allgemeiner freier Angestelltenbund (AfA-Bund), die ab Juli 1919 als Parallelorganisation des Allgemeinen Deutschen Gewerkschaftsbundes (ADGB) gelten kann. Die Vorsitzenden dieser beiden Verbände arbeiteten eng zusammen (z. B. Carl Legien und Siegfried Aufhäuser in der Organisation von Streiks während des Kapp-Putschs). So kam im März 1923 ein Organisationsvertrag zwischen AfA-Bund, ADBG und dem Allgemeinen Deutschen Beamtenbund (ADB) zustande. Anfang 1933 legte Aufhäuser den Vorsitz des AfA-Bundes aus Protest gegen die Anpassungspolitik des ADGB nieder.
Nachdem er 1917 Mitglied der USPD geworden war, schloss er sich 1922 wie die Mehrheit der nach der Parteispaltung von 1920 verbliebenen Mitglieder erneut der SPD an. Seit 1920 war er Mitglied des Vorläufigen Reichswirtschaftsrats, von 1921 bis 1933 Mitglied des Reichstages und in dieser Funktion Vorsitzender des Reichstagsausschusses für Soziales. 1921 wurde er Vizepräsident der Berliner Arbeiterbank und von 1922 bis 1925 war er Mitglied des Staatsgerichtshofs zum Schutz der Republik. Zwischen 1928 und 1933 war er auch Sachverständiger des Internationalen Arbeitsamtes in Genf.
Siegfrieds ältester Bruder Albert Aufhäuser (1877–1942), der das Familienunternehmen geerbt hatte, wurde in Theresienstadt ermordet, sein zweiter Bruder David (1879–1949) war bis 1938 in Hamburg als Chemiker tätig und konnte mit seiner Familie nach New York fliehen. Seiner jüngeren Schwester Frieda (1892–1952), verheiratet mit dem Bamberger Fabrikanten Sali Löbl, gelang 1940 über Moskau und Shanghai die Flucht nach Ecuador.

## Flucht und Exil
Nach der nationalsozialistischen Machtübernahme flüchtete er nach einigen Verhaftungen über Saarbrücken und Paris, wo er Mitglied des Hilfskomitees für deutsche Flüchtlinge (comité de secours aux réfugiés allemands) war, nach Prag und arbeitete dort im Rahmen der SoPaDe. Innerhalb dieser Organisation gilt er als Anhänger des nicht mehrheitsfähigen Volksfrontgedankens, also des Zusammenschlusses mit den Sozialisten kommunistischer Prägung gegen Hitlerdeutschland. 1935 wurde Aufhäuser zusammen mit Karl Böchel aus dem Vorstand ausgeschlossen, nachdem sie versucht hatten, direkte Verhandlungen mit Walter Ulbricht aufzunehmen, woraufhin er gemeinsam mit Böchel der von Max Seydewitz gegründeten Gruppe Revolutionäre Sozialisten Deutschlands (RSD) beitrat. Im Dezember 1936 unterzeichnete er den Aufruf an das deutsche Volk des „Volksfrontausschusses“ in Paris, der als Lutetia-Kreis bekannt wurde. Infolge des Münchner Abkommens wich er nach Paris aus, um dann 1939 nach New York zu emigrieren. Dort arbeitete er als freier Schriftsteller und Journalist. Er war unter anderem Mitglied und 1943 zusammen mit Max Brauer Vorsitzender der sozialdemokratischen Exilorganisation German Labour Delegation (GLD) sowie Redakteur der deutschsprachigen New Yorker Staatszeitung und Herold. Im Mai 1944 war er an der Gründung des Council for a Democratic Germany (CDG) beteiligt, dessen Wirtschaftsabteilung er leitete. Zur Gruppe Neu Beginnen gehörend, war er aktiv in der Bildungsarbeit der Emigrantenklubs, und zugleich bis 1944 Redakteur des Aufbau.

### Rückkehr

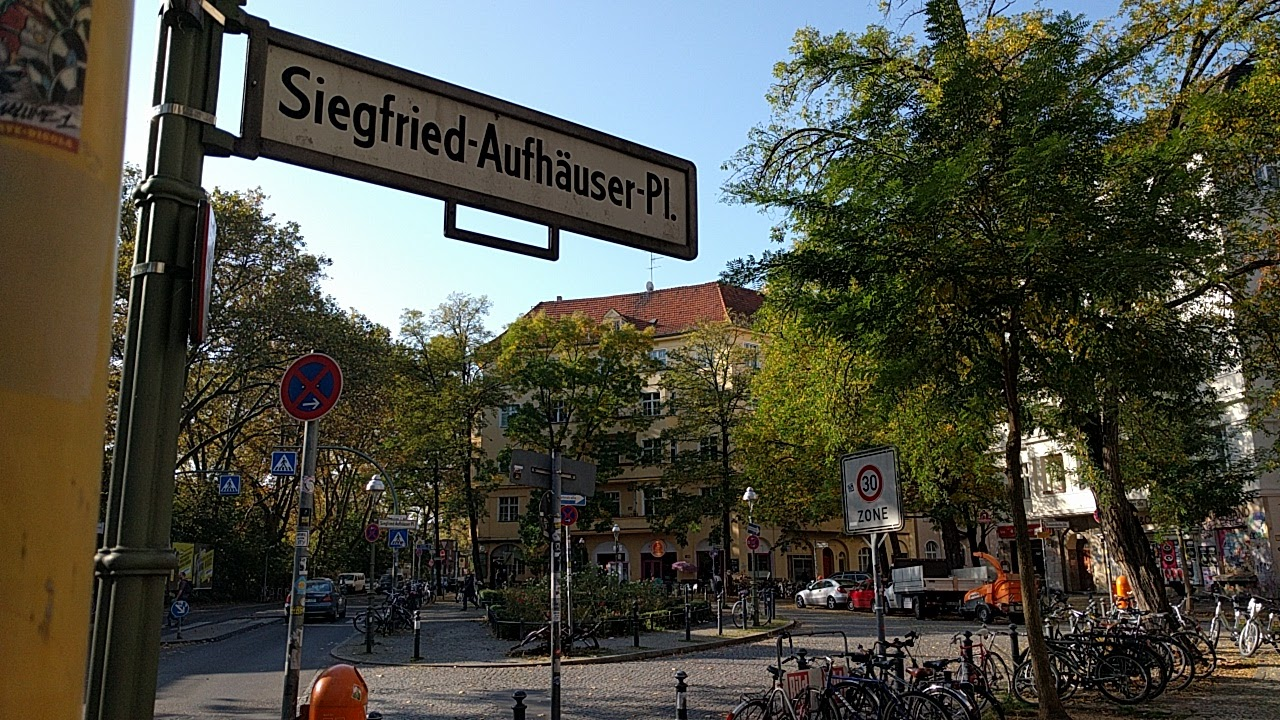
Siegfried-Aufhäuser-Platz in Berlin-Neukölln

Obwohl Aufhäuser die US-amerikanische Staatsbürgerschaft erworben hatte, kehrte er 1951 nach Deutschland zurück und wurde 1952 Vorsitzender des Landesverbandes der Deutschen Angestellten-Gewerkschaft (heute ver.di) in Berlin. Dieses Amt gab er 1959 im Alter von 75 Jahren auf und erhielt in der Folge den Ehrenvorsitz. 1954 wurde er mit dem Großen Bundesverdienstkreuz ausgezeichnet, 1964 erhielt er die Ehrenbezeichnung Stadtältester von Berlin. In der am Grunewald gelegenen Siedlung Eichkamp wohnte er vor 1933 und wieder nach 1945.
Siegfried Aufhäuser ist zusammen mit seiner Frau Anna, geb. Stein, auf dem Jüdischen Friedhof in Freiburg im Breisgau begraben. Mit ihr hatte er eine Tochter, Chawa Nikolai.
1984 wurde in Hannover-Wettbergen eine Straße angelegt und nach ihm benannt. Auch der Platz am S-Bahnhof Sonnenallee (Berlin-Neukölln) ist nach ihm benannt. 2007 wurde in seiner Geburtsstadt Augsburg im Stadtteil Augsburg-Pfersee eine Straße angelegt und ebenfalls nach ihm benannt.

## Veröffentlichungen (Auswahl)
- Weltkrieg und Angestellten-Bewegung (= Sozialwissenschaftliche Bibliothek. Band 6). Verlag für Sozialwissenschaft, Berlin 1918.
- Gewerkschaften und Politik. Parteipolitische Neutralität – Religiöse Gewissensfreiheit – Faschismus und Kapitalismus. Vortrag (= Schriften des Bundes der technischen Angestellten und Beamten. Nr. 24). Industriebeamten-Verlag, Berlin 1924.
- Ideologie und Taktik der Angestelltenbewegung. Referat auf dem 4. Afa-Gewerkschaftskongress, Leipzig 1931, S. 3–23.
- Eine unromantische Betrachtung zum Geschichtsbild der Angestelltenbewegung. DAG, Hamburg 1960.
- An der Schwelle des Zeitalters der Angestellten. Eine wachsende und dynamische Leistungsschicht in Wirtschaft und Verwaltung. Westl. Berliner Verl.-Ges. Heenemann, Berlin-Wilmersdorf 1963.